# Chordotonalorgan
Chordotonalorgane sind Sinnesorgane von Insekten, die zum peripheren Nervensystem gehören. Es handelt sich um röhrenförmige Mechanorezeptoren, die als interne Streckrezeptoren (Propriozeptoren) dem Tier Positionsinformationen vermitteln.
Bei der Taufliege Drosophila melanogaster sind diese Rezeptoren an zwei Stellen von innen an die Epidermis angeheftet. Im Embryo werden Chordotonalorgane durch drei bzw. fünf identische Einheiten gebildet, die Skolopidien genannt werden. Jedes Skolopidium besteht aus insgesamt vier Zellen, einem bipolaren Neuron und drei zusätzlichen Zellen, einer Kappen-Zelle (cap cell), einer Stegzelle (ligament cell) und einer Hüllzelle (sheath cell). Diese sind wie stegartige Strukturen angeordnet, heften das Neuron an die Epidermis bzw. umhüllen es, um es vor dem Kontakt mit der Hämolymphe zu schützen. In adulten Fliegen besitzt jedes Skolopidium zwei oder drei Neurone und mehrere Helferzellen.
Auch das Gehör von Drosophila, das Johnstonsches Organ, benannt nach Christopher Johnston, der es 1855 beschrieb, ist ein großes Chordotonalorgan.